# 2001: A S.P.O.C.K Odyssey
2001: A S.P.O.C.K Odyssey är ett musikalbum från 2001 av det svenska syntpopbandet S.P.O.C.K.

## Låtlista
| Nr           | Titel               | Längd |
| ------------ | ------------------- | ----- |
| 1.           | The Awakening       | 0:47  |
| 2.           | Reactivated         | 5:49  |
| 3.           | Where Rockets Fly   | 4:08  |
| 4.           | Queen of Space      | 3:30  |
| 5.           | Back On Mars        | 5:27  |
| 6.           | Mr. Jones           | 4:22  |
| 7.           | Next in Line        | 4:40  |
| 8.           | Alien Hand Healing  | 4:09  |
| 9.           | Satellites          | 4:53  |
| 10.          | Astrogirl's Secret  | 4:13  |
| 11.          | Every Single Day    | 3:18  |
| 12.          | End of the Universe | 4:49  |
| 13.          | Untitled            | 2:58  |
| Total längd: | Total längd:        | 49:05 |